# 麥考嶺
75°21′S 65°0′W / 75.350°S 65.000°W
麥考嶺（英語：McCaw Ridge），是南極洲的山嶺，位於帕爾默地，處於上田冰川中游以南7公里，美國地質調查局根據測量和該國海軍的空中照片繪入地圖，現時由南極條約體系管理。

## 外部連結
. . United States Geological Survey.   [2013-09-04].